# Bema pamięci żałobny rapsod

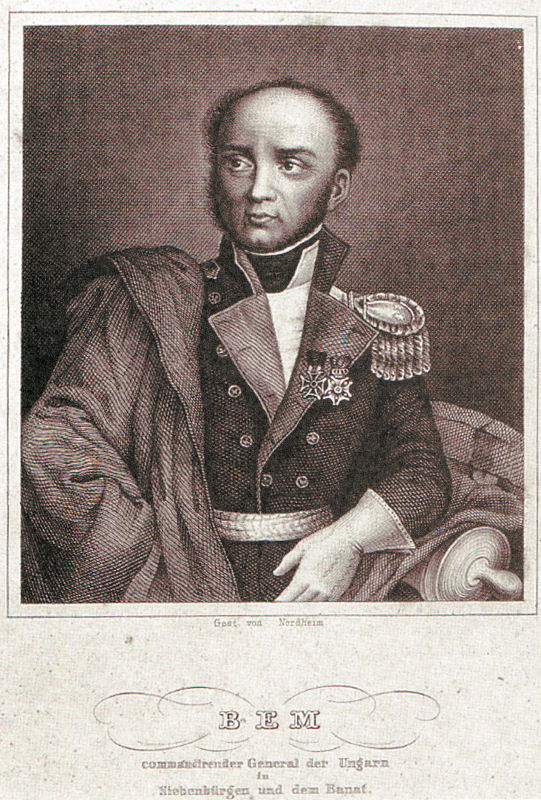
Generał Józef Bem jako głównodowodzący armii węgierskiej

Bema pamięci żałobny rapsod – wiersz Cypriana Kamila Norwida z 1851 poświęcony zmarłemu rok wcześniej generałowi Józefowi Bemowi.
Mottem utworu są słowa przysięgi wypowiedzianej przez kartagińskiego wodza Hannibala: Iusiurandum patri datum usque ad hanc diem ita servavi („przysięgi złożonej ojcu aż po dziś dzień tak dotrzymałem”).
Poeta dokonał w utworze stylizacji pogrzebu bohatera (według rytuału średniowieczno-rycerskiego, pogańskiego i wczesnosłowiańskiego) oraz mitologizacji postaci generała Bema. Utwór został napisany polskim piętnastozgłoskowym heksametrem, ma charakter rapsodu, utworu podniosłego, opiewającego doniosłe wydarzenie lub niezwykłego bohatera. Styl jest wzniosły, obrazy dynamiczne, metafory i personifikacje uwypuklają symboliczne znaczenie tekstu.

## Interpretacje muzyczne
Tekst wiersza został wykorzystany przez Czesława Niemena w pieśni o tym samym tytule z albumu Enigmatic. Utwór wykonany został również przez zespół Homo Twist (płyta Moniti Revan) oraz przez Romana Kostrzewskiego.